# YTO Cargo Airlines
Hangzhou Yuantong Air Cargo Co., Ltd. ( IATA : YG, ICAO : HYT), più semplicemente YTO Cargo Airlines, è l'ottava compagnia aerea cargo per volume di merci trasportate in Cina. È stata istituita dopo l'approvazione della Civil Aviation Administration il 5 agosto 2014 e il suo primo volo è stato nel settembre 2015. La base operativa principale si trova presso l'aeroporto Internazionale di Hangzhou-Xiaoshan. YTO Aviation è stata fondata da Shanghai YTO Jiaolong Investment Development (Group) Co., Ltd.

## Destinazioni
Al 2022, YTO Cargo Airlines opera verso 21 destinazioni in nove paesi.
Nel luglio 2019, la compagnia aerea ha lanciato nuove rotte verso le Filippine. Il 2 novembre 2020, Singapore è stata aggiunta alla sua rete.
I nove paesi serviti sono Cina, Corea del Sud, Giappone, Kirghizistan, Malaysia, Pakistan, Singapore, Thailandia e Vietnam.

## Flotta

### Flotta attuale

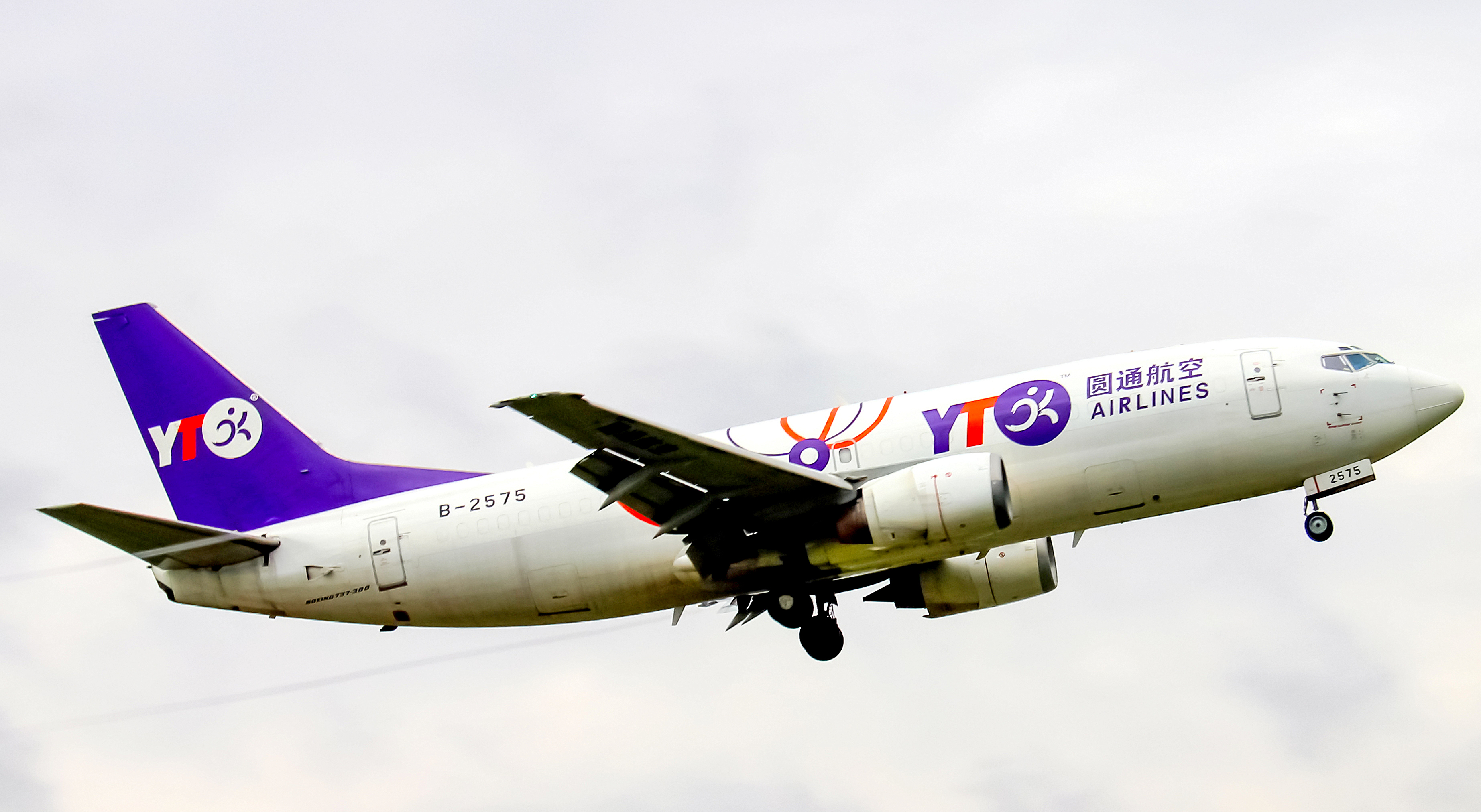
Uno degli ex Boeing 737-300 della compagnia.

A giugno 2023 la flotta di YTO Cargo Airlines è così composta:

### Flotta storica
La compagnia operava in precedenza con 8 Boeing 737-300(F).